# Condado de Chittenden
El condado de Chittenden (en inglés: Chittenden County), fundado en 1787, es uno de los catorce condados del estado estadounidense de Vermont. En el 2010 el condado tenía una población de 156 545 habitantes en una densidad poblacional de 112,14 hab/km². La sede del condado es Burlington.

## Geografía
Según la Oficina del Censo, el condado tiene un área total de 1606 km² (620,1 mi²), de la cual 1396 km² (539 mi²) es tierra y 210 km² (81,1 mi²) (13.01%) es agua.

### Condados adyacentes
- Condado de Grand Isle - norte
- Condado de Franklin - noreste
- Condado de Lamoille - este
- Condado de Washington - sureste
- Condado de Addison - sur
- Condado de Essex, Nueva York - suroeste
- Condado de Clinton, Nueva York - noroeste

## Demografía
En el 2000 la renta per cápita promedia del condado era de $47,673, y el ingreso promedio para una familia era de $59,460. En 2000 los hombres tenían un ingreso per cápita de $38,541 versus $27,853 para las mujeres. El ingreso per cápita para el condado era de $23,501. Alrededor del 8.80% de la población estaba bajo el umbral de pobreza nacional.

## Localidades

### Ciudades
Burlington |
South Burlington |
Winooski 

### Pueblos
Bolton |
Charlotte |
Colchester |
Essex |
Hinesburg |
Huntington |
Jericho |
Milton |
Richmond |
Shelburne |
St. George |
Underhill |
Westford |
Williston 

### Villas
Essex Junction |
Jericho 

### Gore
Buels 

### Lugar designado por el censo
Hinesburg |
Milton |
Shelburne |
Richmond

### Área no incorporada
Jonesville 